# Eva Švíglerová
Eva Švíglerová (13 luglio 1971) è un'ex tennista cecoslovacca, successivamente ceca.

## Carriera
In carriera ha vinto un titolo nel singolare, l'ASB Classic nel 1991, e un titolo di doppio, il Brasil Open nel 1990, in coppia con l'argentina Bettina Fulco. Nei tornei del Grande Slam ha ottenuto il suo miglior risultato raggiungendo il terzo turno nel singolare a Wimbledon nel 1989, all'Open di Francia nel 1990 e agli US Open nel 1991.
In Fed Cup ha disputato un totale di 4 partite, collezionando una vittoria e 3 sconfitte.

## Statistiche

### Singolare

#### Vittorie (1)
| Numero | Anno            | Torneo                | Superficie | Avversaria in finale | Punteggio     |
| 1.     | 3 febbraio 1991 | ASB Classic, Auckland | Cemento    | Andrea Strnadová     | 6-2, 0-6, 6-1 |

### Doppio

#### Vittorie (1)
| Numero | Anno            | Torneo                 | Superficie  | Compagna      | Avversarie in finale      | Punteggio |
| 1.     | 2 dicembre 1990 | Brasil Open, San Paolo | Terra rossa | Bettina Fulco | Mary Pierce Luanne Spadea | 7-5, 6-4  |

#### Finali perse (1)
| Numero | Anno           | Torneo                     | Superficie  | Compagna          | Avversarie in finale         | Punteggio     |
| 1.     | 26 luglio 1992 | I. ČLTK Prague Open, Praga | Terra rossa | Noëlle van Lottum | Karin Kschwendt Petra Ritter | 4-6, 6-2, 5-7 |

### Risultati in progressione
| Sigla | Risultato               |
| ----- | ----------------------- |
| V     | Vincitore               |
| F     | Finalista               |
| SF    | Semifinalista           |
| O     | Oro olimpico            |
| A     | Argento olimpico        |
| SF    | Bronzo olimpico         |
| QF    | Quarti di Finale        |
| 4T    | Quarto turno            |
| 3T    | Terzo turno             |
| 2T    | Secondo turno           |
| 1T    | Primo turno             |
| RR    | Round Robin             |
| LQ    | Turno di qualificazione |
| A     | Assente                 |
| ND    | Non disputato           |

| Legenda superfici    |
| -------------------- |
| Cemento              |
| Terra battuta        |
| Erba                 |
| Superficie variabile |

#### Singolare nei tornei del Grande Slam
| Torneo          | 1989 | 1990 | 1991 | 1992 |
| --------------- | ---- | ---- | ---- | ---- |
| Australian Open | 1T   | 1T   | 1T   | 1T   |
| Open di Francia | A    | 3T   | 1T   | 1T   |
| Wimbledon       | 3T   | 1T   | 1T   | 1T   |
| US Open         | A    | 1T   | 3T   | 1T   |

#### Doppio nei tornei del Grande Slam
| Torneo          | 1989 | 1990 | 1991 | 1992 | 1993 |
| --------------- | ---- | ---- | ---- | ---- | ---- |
| Australian Open | 1T   | 1T   | 2T   | 1T   | A    |
| Open di Francia | A    | 1T   | 2T   | A    | 1T   |
| Wimbledon       | A    | 1T   | 1T   | A    | 1T   |
| US Open         | A    | 1T   | 1T   | A    | A    |

#### Doppio misto nei tornei del Grande Slam
Nessuna partecipazione